# Mansur al-Atrasz

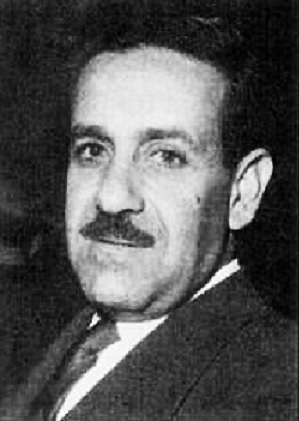

Mansur al-Atrasz (ar. منصور الأطرش ;ur. 3 lutego 1925, zm. 14 listopada 2006) – syryjski polityk związany z partią Baas, przewodniczący syryjskiej Rady Rewolucyjnych Dowódców między wrześniem 1965 a lutym 1966. Z pochodzenia Druz.

## Życiorys
Był synem Sultana al-Atrasza - przywódcy społeczności Druzów w Syrii i Libanie, który w latach 1925-1926 stał na czele powstania, którego celem było uzyskanie przez Syrię niepodległości. Mansur al-Atrasz ukończył studia politologiczne na Uniwersytecie Amerykańskim w Bejrucie w 1948, a następnie uzyskał na Sorbonie doktorat w dziedzinie prawa.

### Działacz partii Baas
Jako student al-Atrasz zaangażował się politycznie. Był jednym z pierwszych działaczy utworzonej w 1947 partii Baas. Swoje artykuły publikował w partyjnej gazecie Al-Baas, brał także udział w publicznych manifestacjach organizowanych przez baasistów. Gdy dyktatorską władzę w Syrii zdobył po zamachu stanu Adib asz-Sziszakli, al-Atrasz zaczął działać w podziemnej opozycji. W 1952 został aresztowany za udział w nieudanym ataku na rezydencję dyktatora, natomiast w maju 1953 brał udział w spisku wymierzonym w asz-Sziszaklego. Po zwolnieniu Mansur al-Atrasz ponownie zaangażował się w aktywność w podziemiu i brał udział w ostatecznym obaleniu rządów asz-Sziszaklego w grudniu 1954.
W latach 1954–1958 był deputowanym do syryjskiego parlamentu. Będąc członkiem partii Baas, zaczął równocześnie sympatyzować z naseryzmem i ideą zjednoczenia Arabów pod przewodnictwem Egiptu. W 1956 proponowano mu stanowisko ministerialne w rządzie Sa’ida al-Ghaziego, jednak odrzucił je z uwagi na negatywny stosunek partii Baas do tego gabinetu. Poparł utworzenie Zjednoczonej Republiki Arabskiej i był jej konsekwentnym zwolennikiem, bezskutecznie występował przeciwko zerwaniu unii syryjsko-egipskiej w 1961. W 1962, sprzeciwiając się zerwaniu unii, odmówił wejścia najpierw do rządu Baszira al-Azmy, a następnie Chalida al-Azma.

### Za rządów partii Baas
Al-Atrasz wziął udział w zamachu stanu 8 marca 1963, po którym partia Baas przejęła władzę w Syrii. W tym samym roku wszedł do jednego z rządów Salah ad-Dina al-Bitara jako minister spraw społecznych i pracy. 1 września 1965 powierzono mu urząd przewodniczącego Rady Rewolucyjnych Dowódców, jednak jego rola w niej była drugoplanowa. Kluczowe decyzje podejmowali poza posiedzeniami rady oficerowie, którzy odegrali decydującą rolę podczas marcowego przewrotu - Muhammad Umran, Salah Dżadid i Hafiz al-Asad.
14 lutego 1966 Mansur al-Atrasz stracił dotychczasowe stanowisko. Dziewięć dni później radykalnie socjalistyczna frakcja partii Baas na czele z Salahem Dżadidem przeprowadziła drugi zamach stanu, eliminując z elity władzy umiarkowanych baasistów. Al-Atrasz został aresztowany przez grupę zamachowców pod przywództwem Salima Hatuma i osadzony w więzieniu Mazza w Damaszku, gdzie pozostał do klęski Syrii w wojnie sześciodniowej. Po niej prezydent Nur ad-Din al-Atasi amnestionował więźniów politycznych. Al-Atrasz wyjechał do Bejrutu, gdyż kierujący syryjskim wywiadem Abd al-Karim al-Dżundi zamierzał go aresztować i oskarżyć o udział w nieudanym spisku Salima Hatuma przeciwko rządzącemu Syrią Salahowi Dżadidowi. Al-Atrasz pozostał na emigracji do 1969; powrócił do kraju po samobójstwie al-Dżundiego. Nie angażował się już w życie polityczne.

## Wspomnienia
Autor wspomnień zatytułowanych Al-Dżil al-Mudan. Sira Datijja, w których opisał swoją działalność polityczną w młodości, pobyt w więzieniu, udział w rządach partii Baas po zamachu stanu 8 marca 1963, okoliczności zamachu stanu 23 lutego 1966, działalność Muhammada Umrana po usunięciu z elity władzy, sytuację Druzów za rządów partii Baas, zwłaszcza po wojnie sześciodniowej, gdy pojawiły się plotki o zdradzie Syrii przez Druzów podczas wojny i wspieraniu przez nich wojsk izraelskich. Al-Atrasz krytycznie analizował również niektóre decyzje Hafiza al-Asada po przejęciu przez niego władzy. Mimo to pamiętniki al-Atrasza, wydane w Bejrucie, były legalnie dystrybuowane w Syrii.